# Enrique Sesma
Enrique Sesma (22 de abril de 1927) é um ex-futebolista mexicano que competiu na Copa do Mundo FIFA de 1958.